# Nilsjohan

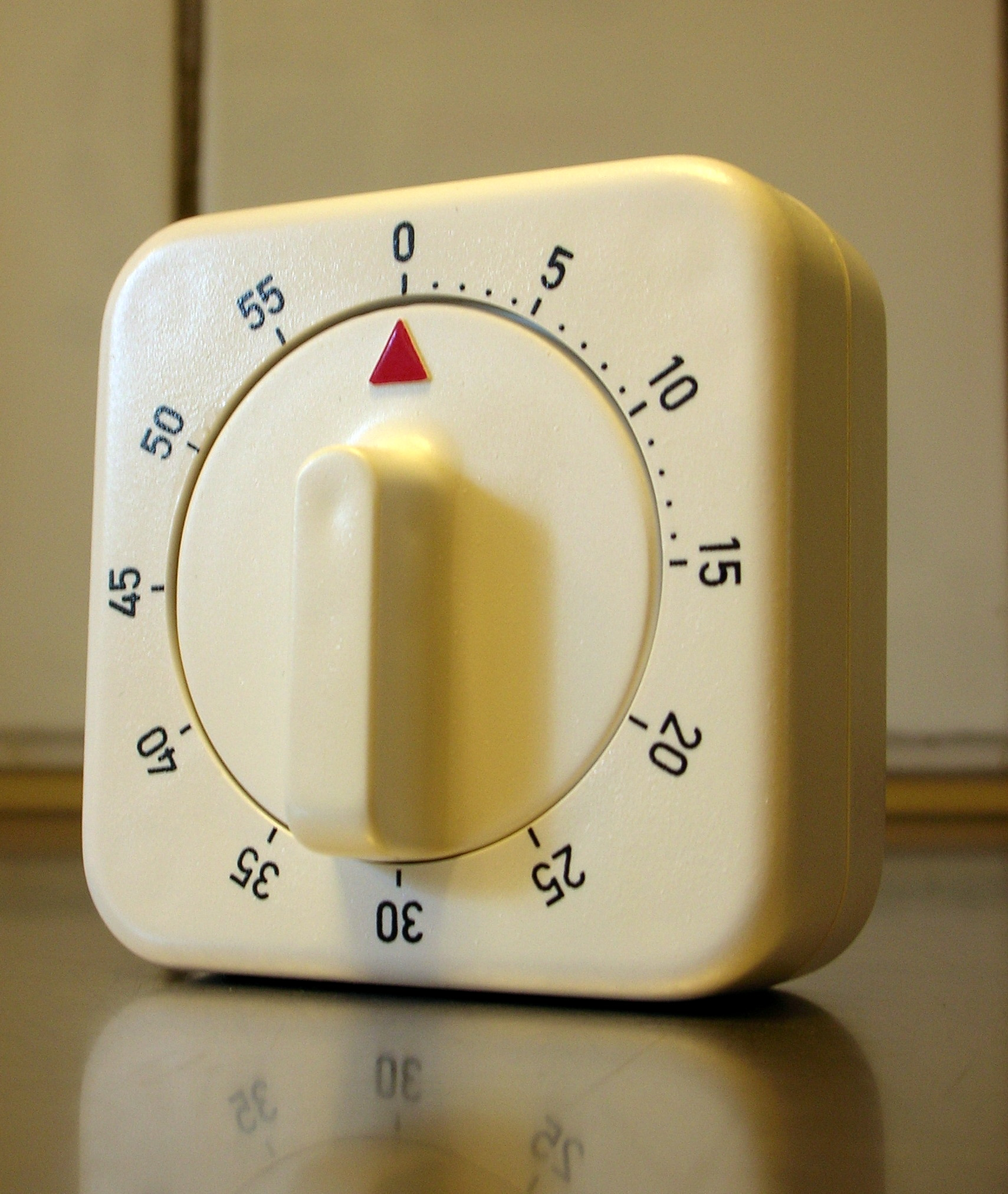
En äggklocka av märket Nilsjohan.

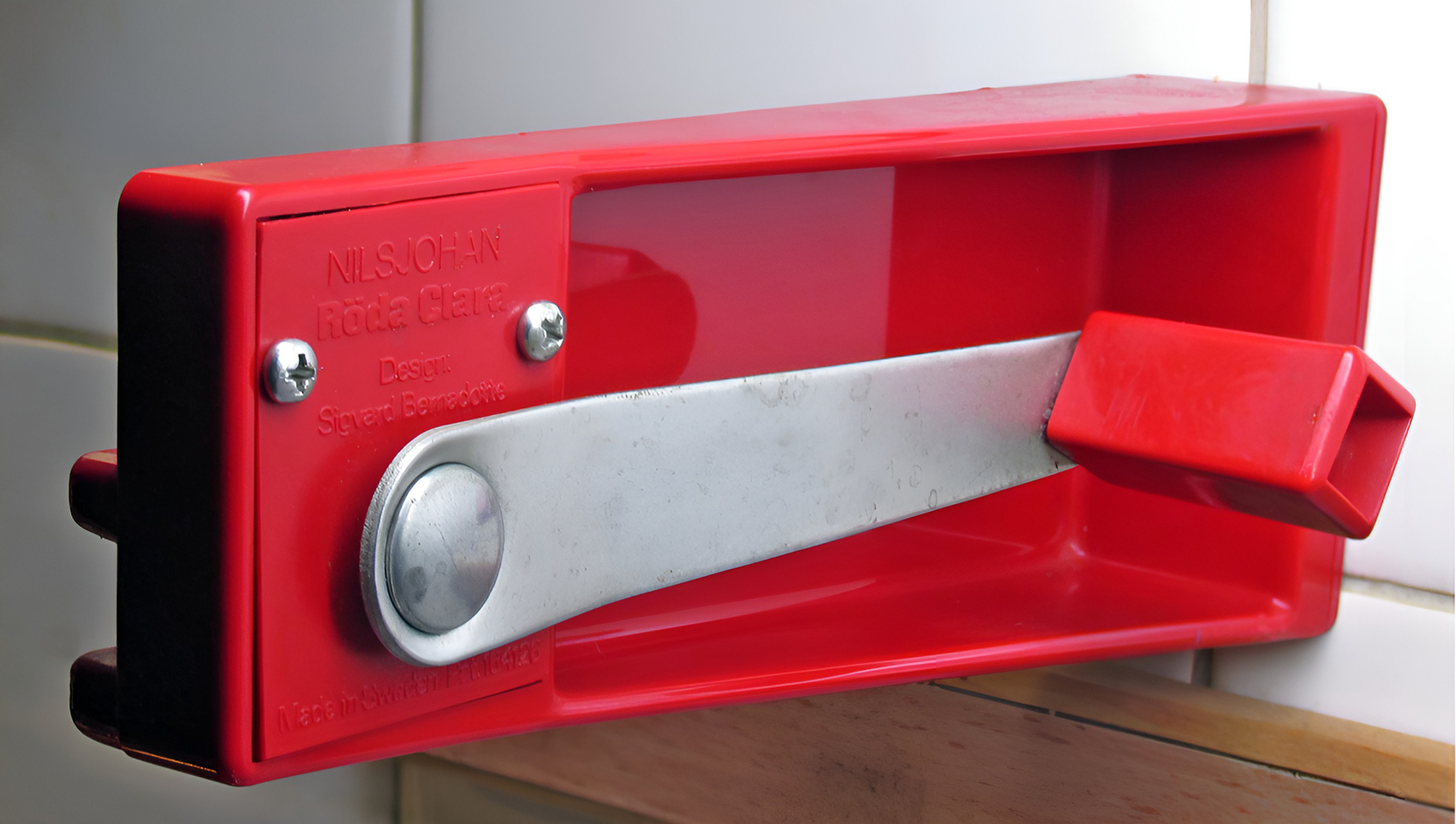
Konservöppnaren Röda Clara. Design av Sigvard Bernadotte.

AB Nilsjohan var ett svenskt företag som tillverkade husgeråd. 
År 1888 grundades firman Nilsson och Johansson för handel med kärl i bleckplåt och andra husgeråd från Boråstrakten. Under andra världskrigets materialbrist började man tillverka bestick av överblivna metallspån, och lyckades med nysilverservisen Amsterdam skapa en stor försäljningssuccé. Genom försäljaren Henry Hultén kunde man under 1940-talet fyrtiofaldiga försäljningen. Framgångarna ledde till allt större satsningar på demonstrationer av firmans köksredskap. 1950 ändrades namnet till AB Nils-Johan och 1959 till AB Nilsjohan. Under 1950-talet övergick man alltmer från grosshandel till tillverkning av egna produkter. Nilsjohan blev vägledande för branschen genom att namnge alla sina produkter. Man ordnade Den Glada Köksparaden runt om i landet och Köksklubben hade 1,2 milj medlemmar som mest. Man anlitade moderna formgivare som Bernadotte Design, Henrik Wahlfors och Signe Persson-Melin. Andra formgivare var Gunnar Åkerlind, Adam Thylstrup och Sonja Katzin, som bland andra formgav bestickserierna Soraya och Sessan. Även ishinken Is-Sissi formgavs av den egna formgivaren Adam Thylstrup.
År 1969 var Nilsjohan den största tillverkaren av husgeråd i Skandinavien. 1981 såldes varumärket till Guldsmeds AB.
Numera ingår varumärket Nilsjohan i det finska konsortiet Iittalagruppen.